# Propilanfetamina
Propilanfetamina es una droga psicoactiva y una sustancia química de investigación de las clases químicas de fenetilamina y anfetamina que actúa como estimulante. Se desarrolló por primera vez en la década de 1970, principalmente para la investigación del metabolismo y como herramienta de comparación con otras anfetaminas.
Un estudio en ratas encontró que la propilanfetamina es un 1/4 tan potente como la anfetamina.